# Whoscall
Whoscall (中文名：象卡來) 是Gogolook(走著瞧股份有限公司)推出的來電辨識應用程式服務，專為用戶辨識陌生來電號碼及封鎖騷擾詐騙號碼，具備東亞與東南亞地區最大的電話號碼資料庫，母公司為台灣上市公司Gogolook(6902）。

## 發展歷史
- 2010年7月24日：產品上架。
- 2012年12月18日：《Whoscall》專業版上線。[3]
- 2013年1月31日：推出專業版新功能「離線版資料庫」。[4]
- 2013年6月7日：推出iPhone版過濾電話[5][6][7][8][9]
- 2013年7月3日：在遠傳S市集上架[10][11][12]
- 2013年8月29日：通聯企業市場，與黑貓宅急便共同合作[13][14]
- 2013年12月9日：韓國網際網路服務公司Naver以新台幣5.29億元收購Whoscall的Gogolook團隊[15]
- 2014年5月15日：與趨勢科技合作，結合「雲端網頁信譽評等技術 （WRS）」，推出偵測簡訊病毒功能[16][17]
- 2014年7月28日：與新北市政府警察局合作，導入新北市警察局提供之最新惡意電話相關資訊[18]
- 2015年2月11日：收購香港小熊來電App。[19]
- 2015年7月1日：執行Whoscall樂齡專案，開設課程協助社區長輩熟悉智慧型手機及Whoscall操作。[20]
- 2015年8月31日：Whoscall Card正式推出Beta測試。[21]
- 2015年9月21日：Android版推出字詞搜尋，利用關鍵字查詢相關店家。
- 2015年11月10日：Android版推出Whoscall精選[22]與Whoscall撥號器捷徑。
- 2015年11月16日：iOS版推出閃電辨識包，提供來電辨識功能。[23]
- 2015年12月16日：舉行媒體餐敘，宣布升級三大功能：Whoscall Card、行動查號台與Whoscall精選，成為用戶的個人通話管家。[24][25]
- 2016年7月19日：發布Whoscall 5.0版本，全新Whoscall Card正式上線[26][27]
- 2016年7月26日：與中華民國內政部警政署刑事警察局165簽訂合作備忘錄，協同165反詐騙專線打擊詐騙電話[28]
- 2016年9月14日：iOS版推出即時來電辨識、新增封鎖功能。[29]
- 2016年11月：全球下載量突破5000萬，每月辨識號碼近億次。
- 2016年12月：與中華電信、是方電訊合作，推廣Whoscall Card。
- 2017年5月4日：與台灣大哥大合作，推廣安心通話管家、阻絕家庭成員遭騙。
- 2017年7月18日：與韓國金管會簽訂MOU。
- 2017年8月29日：推出網購詐騙回報系統。[30]
- 2017年10月：推出進階搜尋功能「Whoscall Playbook生活攻略」，提供以地點為中心的關鍵字店家查詢服務。[31]
- 2017年12月：Whoscall Playbook生活攻略釘選功能上線，提供鎖定常用店家類別的特殊篩選功能。
- 2018年2月6日：全球用戶破6千萬，獲得超過3億投資。
- 2018年7月30日：Whoscall Card個人名片服務終止，推出認證號碼系統（Whoscall Number）。[32]
- 2019年4月：考量企業營運計畫，原創始成員和國泰私募基金將先前NAVER集團股份買回[33]。
- 2019年12月：與中華電信合作，共同推廣「Whoscall市話版象卡來」服務，讓家用電話遠離詐騙和騷擾，享有安心的通話環境。[34]
- 2019年12月：全球用戶破8千萬。
- 2020年7月：與日本福岡市政府專案合作，共同防範詐騙問題。[35]
- 2021年1月：發布全球《Whoscall 2020年度報告》[36]
- 2021年10月：攜手泰國警方旗下網路安全警察局PCT（Thailand Police Cyber Taskforce）合作，共同打詐。[37]
- 2021年11月：推出「智慧簡訊管家」功能[38]
- 2021年11月：宣布全球下載量超過1億次。[39]
- 2022年1月：發布《Whoscall 2021年度報告》[40]
- 2022年7月：與泰國最大電信集團True Corp合作，拓展防詐業務[41]
- 2022年9月：與馬來西亞雪蘭莪州政府跨國合作，擴大東南亞市場[42]
- 2022年9月：與刑事局共同發布「企業偽冒事件報告書」[43]
- 2022年11月：Whoscall於momo購物網上推出「Whoscall進階版團購組合」方案[44]
- 2022年12月：Whoscall母公司Gogolook申請創新板上市[45]
- 2022年12月：Whoscall與泰國郵政聯手防詐[46]
- 2023年1月：與馬來西亞皇家警察簽署MOU開啟防詐合作[47]
- 2023年2月：發布《2022年全球詐騙報告》，涵蓋6大詐騙場景[48]
- 2023年5月：新增免費功能「連結檢查」，強化個人資安保護[49]
- 2023年6月：母公司Gogolook（走著瞧-創）於台灣證交所創新板上市[50][51]

## 榮譽與獎項
- 2013年1月：松崗科技旗下App社群網站APP01舉辦的之第二屆華人行動應用大賞》首獎。[52]
- 2013年9月：IDEAS Show會場上，拿到「創新力」及「Global Brain」2項大獎。[53]
- 2013年12月：Google之「2013年度創新大獎」。
- 2013年12月：2013 Google Play最佳App[54]
- 2015年4月：La Vie雜誌之台灣最受肯定的文創商品100選[55]
- 2015年12月：榮獲App Store 2015精選
- 2016年7月：榮獲「2016 APEC中小企業O2O高峰會」（APEC O2O Summit 2016）趨勢科技獎[56]
- 2016年9月：Google Play精選[57]
- 2016年9月：金企鵝獎「最佳應用獎-公共服務類」[58]
- 2016年12月：Google Play 2016年度最佳人氣應用程式[59]
- 2017年5月：Google I/O 2017網絡開發者年會模範個案[60]
- 2020年9月：創辦人郭建甫榮獲第四屆總統創新獎殊榮[61]
- 2021年11月：再獲Apple Store 2021年熱門App[62]

### 取名靈感
來自於英文的縮寫。

### 主要投資者
- 國泰私募股權
- 穩懋半導體股份有限公司
- 數位經濟基金
- 資鼎中小企業開發股份有限公司

## 評價
2011年11月，Google執行主席埃里克·施密特來台演講時曾提道：
「有一個叫做whoscall的App，它可以告訴你，這個陌生來電號碼是誰！在美國、印度、中華人民共和國（中國大陸）的使用者成長的非常快，而它是在台灣做的！」
2014年5月20日，馬英九總統就職六周年演說中提到：
「前年有三位清大畢業生，創辦了『走著瞧（Gogolook）』公司，發展出一款叫做『whoscall』的軟體，最近被LINE的韓國母公司NAVER收購，收購金額達到新臺幣5.29億元，是公司一年半前成立時資本額（500萬元）的100倍以上。」

## 爭議

### Dr. Web誤判
2012年7月3日，whoscall V3.2.0上架後，下載更新後的whoscall使用者表示，俄羅斯防毒軟體Dr. Web偵測到whoscall有安全疑慮。
當晚，whoscall團隊停止更新後的全球對外宣傳，並於隔日凌晨十二點將該APP下架。
當天凌晨四點，Dr. Web原廠軟體更新病毒碼，表示此安全疑慮警示為誤判。因此，當晚六點，whoscall重新上架。

### 中東地區用戶移除率問題
2012年7月4日，whoscall改版後一個月後，中東地區用戶移除率高達到150%。
判斷原因為新版whoscall使用新的圖示，且未支援阿拉伯文，讓中東用戶無法理解whoscall功能；此外，新版新增電話號碼註冊程序，使得中東用戶感受到隱私威脅。
whoscall團隊決定換回舊圖示，調整註冊流程，於新版本中改變為email註冊，讓下載率回升。
2012年10月14號，Google Play改版，Google Play Console開放新增阿拉伯語言選項，whoscall團隊一併推出阿拉伯文案。
此後，中東地區whoscall下載量跟使用量以四倍速成長，並且在商業類App名列Top 2。

### Whoscall App更新全面免費事件
Whoscall於2014年1月7日將Android版App改為全面免費，引發原付費購買App的使用者眾多不滿。
大量Whoscall付費使用者抱怨後，Whoscall於1月7日當晚公布退費通知，並針對每則使用者提問詳加回答。
Google Play上的Whoscall付費租用戶，不限購買時間接受全額退費，並對一開始未將退費範圍擴及所有舊用戶致歉。
App Store上的Whoscall付費租用戶，依循原退費申請管道。

《The News Lens關鍵評論》評論：
「快速的危機處理獲得各方肯定，外界一致好評。」

### 疑似個資外洩事件
2014年2月18日，媒體報導有使用者在通話後，發現於Whoscall視窗內出現通話對方的個人資料，包括姓名、住址、身分證號碼，以及工作上擔任的職務。
因此，使用者質疑Whoscall駭入手機，抓取使用者個人資料，可能有洩漏個資的行為。
經眾多使用者實測，於Whoscall中輸入電話號碼查詢，於App內網路搜尋結果欄位即會顯示該電話號碼在網路歷年活動紀錄，上面資料甚至包含他人的手機號碼。
電台主持人黎明柔、「宅神」朱學恒等人透過Whoscall號碼反查，發現個人資料也出現在搜尋結果中，但該資料來源為行政院研考會「願景2020報告書」企劃案中。
Whoscall的開發團隊表示，應用程式是透過網路搜尋及社群回報等資料，在來電時辨識收發話號碼背景資訊，並顯示結果。程式本身沒駭客功能，若出現的個人資料代表曾在網路留下電話號碼。

### 收集拨出電話號碼
2015年9月2日，Whoscall於Facebook官方專頁上公布波多野結衣悠遊卡搶購數據，其中包括「總播出次數」、「個人播出次數」、「回報與收藏次數」
有使用者檢視Whoscall封包資料，發現Whoscall會紀錄用戶的「發話地點」、「時間」、「網路環境」、「手機型號」、「通話是否接通」等詳細資訊。
另外，有使用者檢視官網的用戶隱私政策說明，沒有明確說明蒐集撥打電話號碼。
官方透過公關公司回應，並於Facebook粉絲專頁說明，當用戶接聽或撥打非通訊錄的陌生電話時，Whoscall會自動查詢該號碼有無用戶社群標註，將查詢的結果回報給用戶，避免用戶誤撥陌生來電導致被詐騙；所分析資料無包含用戶的個人資訊，且Whoscall存取資料皆於安裝時取得授權。

## 軼事
2015年3月27日，民視八點檔《嫁妝》置入，下載量爆增20倍。

## 相關報導
- . 商業週刊. 2011-11-16  [2014-10-23]. （原始内容存档于2016-03-04）. 破解陌生來電身分，全球逾九十萬人下載
- 台灣人進入中東市場情況，在地化市場表現上揚（页面存档备份，存于）
- . 30雜誌. 2013-09-13  [2013-10-16]. （原始内容存档于2013-10-20）. 拿到「創新力」及「Global Brain」2項大獎的「走著瞧（Gogolook）」創業團隊，推出的「WhosCall」App，至今全球已有400萬次下載
- . 財訊雙週刊. 2013-12-19  [2014-10-23]. （原始内容存档于2014-10-23）.
- . Forbes . 2015-03-12  [2015-08-31]. （原始内容存档于2021-03-10）.
- FEATURE: 向世界輸出防詐神器　Gogolook變身明日獨角獸（页面存档备份，存于）

## 外部連結
- Whoscall官方網站（页面存档备份，存于）（英文）
- gogolook官方網站